# Eric Burden
Eric Burden (22 december 1963) is een gepensioneerde Welsh darts speler.
Burden speelde in de BDO World Professional Darts Championship vier keer en verloor steeds in de eerste ronde. Hij verloor in 1989 van Russell Stewart, in 1991 van Bob Sinnaeve, in 1994 van Leo Laurens en in 1996 van Per Skau. Burden speelde ook drie keer in de Winmau World Masters, maar ook daar verloor hij steeds in de eerste ronde. In 1985 verloor hij van Tony Payne, in 1993 van George Dalglish en in 1994 van Les Wallace. Ondanks zijn slechte prestaties op televisie majors, verging het Burden beter op de vloer met het bereiken van de finale van de WDF Europe Cup in 1990. Hij verloor van Phil Taylor. In de WDF World Cup in 1995 verloor hij van Martin Adams in de finale. Burden won in 1994 de Swedish Open, waar hij won van Magnus Caris in de finale.

## Resultaten op Wereldkampioenschappen

### BDO
- 1989: Laatste 32 (verloren van Russell Stewart met 1-3)
- 1991: Laatste 32 (verloren van Bob Sinnaeve met 2-3)
- 1994: Laatste 32 (verloren van Leo Laurens met 0-3)
- 1996: Laatste 32 (verloren van Per Skau met 0-3)

### WDF
- 1989: Voorronde (verloren van Tony Payne met 0-4)
- 1991: Laatste 16 (verloren van Bert Vlaardingerbroek met 1-4)
- 1993: Halve finale (verloren van Troels Rusel met 2-4)
- 1995: Runner-up (verloren van Martin Adams met 1-4)
- 1997: Laatste 128 (verloren van Ulf Ceder met 2-4)
- 1999: Laatste 32 (verloren van Paul Watton met 3-4)